# Marion Biggs

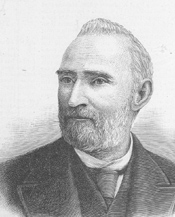
Marion Biggs

Marion Biggs (* 2. Mai 1823 bei Curryville, Pike County, Missouri; † 2. August 1910 in Gridley, Kalifornien) war ein US-amerikanischer Politiker. Zwischen 1887 und 1891 vertrat er den Bundesstaat Kalifornien im US-Repräsentantenhaus.

## Werdegang
Marion Biggs besuchte die öffentlichen Schulen seiner Heimat. Im Jahr 1850 zog er während des Goldrauschs erstmals nach Kalifornien, kehrte aber bald nach Missouri zurück. Zwischen 1852 und 1856 war er Sheriff im Monroe County. 1864 ging er erneut nach Kalifornien, wo er im Viehhandel und allgemein in der Landwirtschaft arbeitete. Gleichzeitig begann er als Mitglied der Demokratischen Partei eine politische Laufbahn. In den Jahren 1867 und 1869 wurde er in die California State Assembly gewählt. 1878 war er Delegierter auf einer Versammlung zur Überarbeitung der kalifornischen Staatsverfassung.
Bei den Kongresswahlen des Jahres 1886 wurde Biggs im zweiten Wahlbezirk von Kalifornien in das US-Repräsentantenhaus in Washington, D.C. gewählt, wo er am 4. März 1887 die Nachfolge von James A. Louttit antrat. Nach einer Wiederwahl konnte er bis zum 3. März 1891 zwei Legislaturperioden im Kongress absolvieren. 1890 verzichtete er auf eine weitere Kandidatur.
Im Jahr 1889 war Marion Biggs kalifornischer Staatsbeauftragter für die Feierlichkeiten anlässlich des 100. Jahrestages der Amtseinführung von Präsident George Washington. Er verbrachte seinen Lebensabend in Gridley, wo er am 2. August 1910 starb.